# Kertész Marcella
Kertész Marcella (Debrecen, 1971. augusztus 9. –) Jászai Mari-díjas magyar színésznő.

## Életpályája
Édesapja operarendező volt. A Kodály Zoltán Zeneművészeti Szakközépiskolában érettségizett. Négy évig tanult magánének szakon a Liszt Ferenc Zeneművészeti Főiskolán. 1990-től ének-zenét tanított a debreceni Ady Endre Gimnáziumban, majd felvették a Színház- és Filmművészeti Főiskolára, ahol 1993–1997 között tanult, Szinetár Miklós osztályában. Diplomaszerzése után négy évadot töltött a szolnoki Szigligeti Színház, majd tíz évadot a Miskolci Nemzeti Színházban. 2008-tól ismét a szolnoki Szigligeti Színház művésze.
Apai ági ükapja Benedek Elek író testvére, Benedek Huszár Gábor volt. Édesapja Kertész Gyula operarendező, édesanyja Iványi Csilla táncos-tanár.

## Fontosabb színházi szerepei

### Budapesti Operettszínház
- A víg özvegy – Valencienne (1995) – vendégként

### Szolnoki Szigligeti Színház
- A sevillai borbély – Rosina (1995)
- West Side Story – Maria (1995)
- Csárdáskirálynő – Szilvia, Stázi (1996)
- Hair – Jeannie (1997)
- Luxemburg grófja – Angele, Juliette (1998)
- János vitéz – Francia királylány (1998)
- Hegedűs a háztetőn – Cejtel (1999)
- Hoffmann meséi – Olympia, Giulietta, Antonia, Stella – egyszerre mind (1999)

### Miskolci Nemzeti Színház
- Szerelmi bájital – Adina, Gianetta
- Bohémélet – Musetta
- Figaro házassága – Susanne
- A mosoly országa – Mi
- Carmen – Frasquita, Micaela (2006)
- Marica grófnő – Liza (2003)
- Ágacska – Pösze egér (2002)
- Cigányszerelem – Zórika (2002)
- Quartett – Nő
- Vízkereszt, vagy amit akartok – Mária (2003)
- Régi nyár – Mimóza (2004)
- Jézus Krisztus Szupersztár – Mária Magdolna (2001)
- Quasimodo – Gudule nővér (2005)
- Hajmeresztő – Barbara DeMarco (2006)
- Anconai szerelmesek – Agnese (2006)
- Hoffmann meséi – Antonia (2007)
- Pillangókisasszony – Kate Pinkerton (2008)
- Nyolc nő – Pierette (2008)
- A denevér – Adél (2008)

### Debreceni Csokonai Színház
- Csárdáskirálynő – Stázi (2007) – vendégként

### Szegedi Nemzeti Színház
- Luxemburg grófja – Angele – vendégként

### Aggteleki Cseppkőbarlang
- A kékszakállú herceg vára – Judit (2002)

### Szolnoki Szigligeti Színház
- Zsuzsi kisasszony – Zsuzsi (2007) – vendégként
- Apa csak egy van – Gréti (2008)
- Apácák – Mária Roberta (2008)
- Gőzben – Josie (2008)
- Kakukkfészek – Candy Starr (2009)
- Csókos asszony – Rica–Maca (2009)
- Szépségszalon – Truvy (2009)
- Leányvásár – Bessy (2010)
- La Mancha lovagja – Aldonza (2010)
- Hippolyt a lakáj – Mimi (2010)
- Az üvegcipõ – Keczeli Ilona (2010)
- János Vitéz – A francia királylány (2010)
- Én és a kisöcsém – Kató (2011)
- Jézus Krisztus Szupersztár – Mária Magdolna (2011)
- Imádok férjhez menni – Victoria (2011)
- Kaland – Asszisztensnõ (2011)
- Félrelépni tilos! – Anna (2011)
- Légy jó mindhalálig – Viola (2011)
- Cirkuszhercegnõ – Miss Mabel  (2012)
- Mirandolina – Mirandolina (2012)
- Bál a Savoyban – Daysy Parker (2012)
- Egy bolond százat csinál – Betty, amerikai lány (2012)
- Lift – Agatha (2013)
- Made in Hungaria – Marina (2013)
- A kaktusz virága – Stephani, az asszisztensnő (2013)
- Chioggiai csetepaté – Orsetta, Libera hajadon húga (2013)
- Cabaret – Sally (2013)
- A salemi boszorkányok – Anna Putnam (2014)
- A patika – Carmen (2014)
- Mágnás Miska – Marcsa (2014)
- Marcella show  (2014)
- Csongor és Tünde – Ledér (2014)
- Cseresznyéskert – Varja (2014)
- Irma, te édes – Irma (2014)
- Sztárcsinálók – Poppea (2015)
- Luxemburg grófja – Juliette (2015)
- A női szabó – Suzanne (2015)
- A padlás – Kölyök, szellem 530 éves (2015)
- A makrancos hölgy – Katalin. a makrancos hölgy (2015)
- A denevér  – Orlovszkíj herceg (2016)
- Hello, Dolly – Dolly (2016)
- Švejk, a derék katona – Wendlerné (2016)
- Anconai szerelmesek – Drusilla, római lány (2016)
- Vidám kísértet – Elvira (2016)
- Mikve – Hindi (2016)
- My Fair Lady – Eliza Doolittle virágáruslány (2017)
- A kőszívű ember fiai – Alfonsine (2017)
- Naftalin – Patkány Etus (2017)
- Janika – Polgár Gizi (2017)
- Fekete Péter – Clair (2017)
- Duna–kanyar – Kávésnő (2017)
- Lili bárónő – Clarisse (2017)
- Macbeth – Hecate (2018)
- Csoportterápia – Natasa (2018)
- A vöröslámpás ház – Madame (2018)
- Jövőre veled ugyanitt – Doris (2018)
- A dzsungel könyve – Bagira (2018)
- Nyolc nő – Pierette (2019)

## Film- és tévészerepei
- Offenbach titkai (tévéfilm, rendező: Szabó István) – Fleur-de-Soufre (1996)
- Kolozsvári operamesék

## Díjai és kitüntetései
- Bodex-díj (2010)
- Területi Príma-díj (2011)
- Jászai Mari-díj (2012)